# Oreopanax stenophyllus
Oreopanax stenophyllus là một loài thực vật thuộc họ Araliaceae. Đây là loài đặc hữu của Peru.